# Meine Mutter gibt es doppelt
Meine Mutter gibt es doppelt ist ein deutscher Fernsehfilm von John Delbridge aus dem Jahr 2022. Es ist der siebte Teil der Filmreihe Meine Mutter … mit Diana Amft und Margarita Broich in den Hauptrollen.

## Handlung
Adelheid Janssen muss Abschied nehmen – ihre Tochter Antonia zieht zu ihrer Freundin Andrina, da die sich von ihrem Freund Mirko getrennt hat und die Wohnung nun zu groß für sie ist. Doch schnell findet sich Ablenkung. Urplötzlich steht Heidis Zwillingsschwester vor der Tür und mietet sich in der Pension ein. Heidi ist leicht genervt, hatte sie doch jahrelang keinen Kontakt zu Claudia – aus gutem Grund. Claudia meldet sogleich ihre Ansprüche auf das Gasthaus an, da sie es beide von ihrer Mutter geerbt hatten. Zwar hätte sie seinerzeit nichts haben wollen, aber jetzt würde sie es benötigen, da sie seit kurzem arbeitslos wäre und sich auch ihr Mann von ihr scheiden ließ. Sowohl Adelheid als auch Antonia sind schockiert, schließlich haben sie aus dem damals heruntergekommenen Wirtshaus das gemacht, was es heute ist. Wenn Claudia sich jetzt auszahlen lassen würde, wären sie ruiniert. Heidi versucht ihre Schwester milde zu stimmen, was nicht so recht gelingt. Auch möchte sie gern ihrer Tochter etwas aus ihrer Vergangenheit beichten, aber auch das gelingt nicht, weil Antonia immer gerade keine Zeit hat.
Antonia lenkt sich derweil bei der Arbeit ab und da in der Gaststätte viel zu tun ist, funktioniert das vorerst. Koch Sebastian will gerade heute keine Fehler machen, weil ein Restaurantkritiker erwartet wird, aber niemand weiß, wie der aussieht und wann er genau kommen wird. Als der vermeintliche Kritiker eintrifft, geht ziemlich viel schief und der Koch ist am Boden zerstört. Antonia versucht ihn zu trösten, bräuchte aber eigentlich selber Trost, denn mit ihrer WG läuft es nicht wie geplant und sie bereut bereits dort eingezogen zu sein.
Zwischen Adelheid und Claudia verhärten sich die Fronten und beide drohen mit juristischen Mitteln gegeneinander vorzugehen. Mit Antonia kommt es aber nun endlich zu dem lange angekündigten Gespräch: Heidi hatte ihrer Schwester den Freund ausgespannt. Toni’s Vater hatte damals beide verwechselt und Heidi hatte Kurt in dem Glauben gelassen, sie wäre Claudia, und sich am Ende in ihn verliebt. Kurz nach diesem Gespräch will Heidi auch noch einmal mit ihrer Schwester reden, doch es gibt nur Streit und am Ende stürzt Claudia die Treppe herunter und muss ins Krankenhaus. Als sie dort wieder entlassen wird, scheint sie verändert: Weniger bösartig und versöhnlicher. Sie einigt sich sogar unerwartet mit ihrer Schwester. Der Grund zeigt sich Adelheid, als Claudia ganz plötzlich tot zusammenbricht. Für alle nochmal Anlass über die Vergangenheit und das miteinander erlebte nachzudenken.
Antoni zieht am Ende bei Andrina wieder aus, da die sich mit ihrem Freund wieder versöhnt hat und Heidi nimmt ihre Tochter mit Freuden wieder auf. Auch die Kritikerbeurteilung des Restaurants fällt gut aus, da man den falschen „verdächtigt“ hatte und am nächsten Tag alles bestens lief.

## Hintergrund
Meine Mutter gibt es doppelt wurde im Auftrag von Degeto Film von der „Bantry Bay Productions“ produziert und vom 21. September bis zum 20. Oktober 2021 im Rhein-Sieg-Kreis unter dem Arbeitstitel Meine Mutter und das Geheimnis ihrer Schwester gedreht.

## Rezeption

### Einschaltquote
Die Erstausstrahlung von Meine Mutter gibt es doppelt erfolgte am 28. Oktober 2022 und wurde in Deutschland von 3,54 Millionen Zuschauern gesehen. Er erreichte einen Marktanteil von 13,7 Prozent für Das Erste.

### Kritiken
Für Evangelisch.de stellt Tilmann P. Gangloff fest, dass: „Komödien mit Margarita Broich und Diana Amft [als] Mutter und Tochter seit dem Start im Jahr 2018 nicht von der Stelle bewegt haben. Die besten Episoden waren daher stets jene, in denen Eindringlinge das beschauliche Dasein von Heidi und Toni Jansen in Unordnung brachten.“ „Wenig Neues gibt es [ähnlich] von den Nebenrollen. Nikolaus Benda verkörpert Tonis Ex-Freund, den bekennenden Schnurrbartträger und Sportwagenfahrer Hans-Jürgen, zwar unangenehm authentisch, aber die Figur bleibt der dumme August der Reihe. Postbote Hase hingegen ist auch dank Stephan Bieker immer wieder ein Vergnügen und zudem ein unerschöpflicher Quell tiefgründiger Weisheiten.“
Klaus Braeuer schrieb für das Hamburger Abendblatt und stellte bei dem grundsätzlich „heiteren Film“ mit den „vielen lebensklugen Dialogen“, „diesmal ein paar mehr - ernsthafte[n] Untertöne[n]“ fest. „Wobei es richtig ernsthafte Probleme natürlich nicht gibt“. Lobende Worte fand der Kritiker über „Margarita Broich“, die mit ihrer „Doppelrolle“ „diesen Film mit ihrer Spielfreude bravourös“ trägt. „Sie vermag sich so richtig schön zu wundern und entrüsten. Zum einen gibt sie die patente Heidi, zum anderen die strenge Claudia - beide Figuren mögen sich als Zwillingsschwestern im Grunde, so dass der Streit ein wenig aufgesetzt wirkt.“
Bei prisma.de wertete Marina Birner: „Sie haben bereits einiges gemeinsam durchgestanden: Das Mutter-Tochter-Power-Paar trotzt nun auch im siebten Teil der ARD-Filmreihe ‚Meine Mutter‘ den Widrigkeiten des Lebens. ‚Meine Mutter gibt es doppelt‘ ist eine Tragikomödie, die mit überraschenden Wendungen und gewohnt spitzzüngigen Dialogen überzeugt.“ „Autor Christian Pfannenschmidt und Regisseur John Delbridge nehmen einen klassischen Familienzwist als Anlass, um Themen wie Recht und Gerechtigkeit ins Zentrum der Aufmerksamkeit zu rücken und gehen dabei genau auf die verschiedenen Perspektiven der beteiligten Charaktere ein. […] Der Film bietet den Zuschauerinnen und Zuschauern viel Raum für Spekulationen.“
Oliver Armknecht von film-rezensionen.de meinte: „Wenn in ‚Meine Mutter gibt es doppelt‘ auf einmal eine Zwillingsschwester eingeführt werden soll, dann ist das zu offensichtlich konstruiert und teilweise zynisch. Es macht nicht einmal Spaß: Obwohl Margarita Broich sonst ein Lichtblick der Reihe ist, bleibt sie in der Doppelrolle doch sehr blass.“